# Aitkin (Minnesota)
Pour les articles homonymes, voir Aitkin.
La ville d’Aitkin (en anglais [ˈeɪkɪn]) est le siège du comté d'Aitkin, dans l’État du Minnesota, aux États-Unis. Sa population s’élevait à 2 165 habitants lors du recensement de 2010, estimée à 2 016 habitants en 2017.

## Géographie
La ville est située à la confluence de la rivière Ripple et du fleuve Mississippi.